# Marcos Nogueira Eberlin
Marcos Nogueira Eberlin (Campinas, 4 marzo 1959) è un chimico brasiliano.

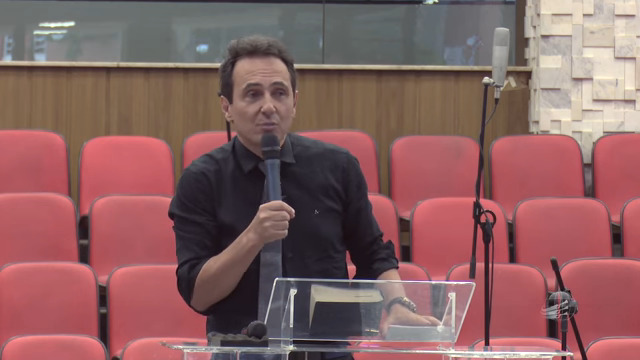

Professore presso l'Istituto di chimica dell'Università di Campinas, è inoltre membro dell'Accademia brasiliana delle scienze e ha ricevuto l'Ordine nazionale al merito scientifico nel 2005 e la medaglia Thomson nel 2016.
Eberlin ha scoperto la reazione di Eberlin, una tecnica di ionizzazione utilizzata nella spettrometria di massa. Eberlin è un sostenitore del disegno intelligente, una pseudoscienza su cui tiene anche conferenze e ha firmato la dichiarazione A Scientific Dissent from Darwinism. Eberlin è un creazionista, e sostiene che la teoria dell'evoluzione è una fallacia.

## Pubblicazioni
- Fomos Planejados: A maior descoberta científica de todos os tempos! - Marcos Eberlin | Widbook, su www.widbook.com. URL consultato il 6 settembre 2015 (archiviato dall'url originale il 29 giugno 2015).